# Schistobrachia ramosa
Schistobrachia ramosa är en kräftdjursart som först beskrevs av Henrik Nikolai Krøyer 1863.  Schistobrachia ramosa ingår i släktet Schistobrachia och familjen Lernaeopodidae. Arten har ej påträffats i Sverige. Inga underarter finns listade i Catalogue of Life.